# Shine It On (canção de Wanessa Camargo)
"Shine It On" é uma canção da cantora brasileira Wanessa Camargo, gravada para seu segundo álbum ao vivo DNA Tour. Foi lançado em 14 de abril de 2013 como segundo single do disco, através da Sony Music. O vídeo musical foi lançado em 16 de abril de 2013, retirado das imagens do DVD.
Em 3 de março de 2015 antes de Wanessa realizar a apresentação da canção no programa Gugu ocorreu um problema no som, o áudio era mostrado aos telespectadores em casa, mas no estúdio estava em silêncio, foi relatado depois que houve um problema na mesa de som, não foi a primeira vez que um erro na sonoplastia ocorria no programa, em outro caso os áudios de uma entrevista exclusiva do apresentador não foram captados. A cantora se pronunciou sobre o ocorrido, dizendo que tentou ser o mais profissional possível, mesmo com a falha do áudio.

## Divulgação
Wanessa cantou a música em vários programas de TV entre eles TV Xuxa, Domingão do Faustão, Mais Você, Hoje em Dia, Programa do Jô, Caldeirão do Huck, Encontro com Fátima Bernardes, Hora do Faro, Legendários, Eliana, Domingo Legal ,Programa da Sabrina, Show da Virada, Domingo da Gente, e Programa do Gugu. No caso do último, um problema no playback não tocou a música no palco, levando a cantora a improvisar com outras músicas.
O comediante Rafinha Bastos, que foi processado por Wanessa após uma piada infame, reagiu com um vídeo humorístico em que alegava ser o técnico de som responsável pela gafe, e seguiu a piada com frequentes menções a "Shine It On" (grafada "Xainerô") no Twitter e tocando a música no seu programa Agora É Tarde.

Wanessa também incluiu "Shine It On" nas turnês DNA Tour, DNA Reloaded Tour e W15 Tour.

## Vídeo musical
O vídeo musical da música, é uma versão ao vivo, extraído do DVD, DNA Tour da cantora, no HSBC Brasil, em São Paulo. Conta com Wanessa entre efeitos de luz e muito bailarinos acompanhando a cantora durante a coreografia. Após o lançamento ficou entre os principais assuntos do pais. O videoclipe possui 6 milhões de visualizações na conta oficial da cantora no YouTube, a WanessaVEVO.

## Lista de faixas
Download digital
1. Shine It On (Ao Vivo) - 3:12

Download digital - Remixes
1. Shine It On (Altar Tribal Remix) - 6:40
2. Shine It On (Tommy Love Big Room Mix) - 8:18
3. Shine It On (Mister Jam Vs. Victor Reis) - 5:21
4. Shine It On (Wellpunisher Remix) - 7:04
5. Shine It On (Alex Dubbing Remix) - 8:32
6. Shine It On (Gustavo Assis Remix) - 6:37
7. Shine It On (Marcelo Lyrio Remix) - 5:54

## Prêmios

### Ômega Hitz Awards
| Ômega Hitz Awards | Ômega Hitz Awards | Ômega Hitz Awards | Ômega Hitz Awards | Ômega Hitz Awards |
| Ano               | Trabalho nomeado  | Categoria         | Resultado         |                   |
| ----------------- | ----------------- | ----------------- | ----------------- | ----------------- |
| 2014              | Shine It On       | Produção Nacional | Venceu            |                   |